# Boston-Marathon 1924
| 28. Boston-Marathon    | 28. Boston-Marathon        |
| ---------------------- | -------------------------- |
| Stadt                  | Boston, Vereinigte Staaten |
| Datum                  | 19. April 1924             |
| Distanz                | ~40 Kilometer              |
| Sieger                 |                            |
| Männer                 | Clarence DeMar (2:29:40 h) |
| ← Boston-Marathon 1923 | Boston-Marathon 1925 →     |
| Website                | Offizielle Website         |

Der Boston-Marathon 1924 war die 28. Ausgabe der jährlich stattfindenden Laufveranstaltung in Boston, Vereinigte Staaten. Der Marathon fand am 19. April 1924 statt. Die Laufdistanz betrug ungefähr 40 Kilometer.
Es gewann Clarence DeMar in 2:29:40 h.

## Ergebnis
| Platz | Athlet            | Land               | Zeit (h) |
| ----- | ----------------- | ------------------ | -------- |
| 01    | Clarence DeMar    | Vereinigte Staaten | 2:29:40  |
| 02    | Charles Mellor    | Vereinigte Staaten | 2:35:04  |
| 03    | Frank Wendling    | Vereinigte Staaten | 2:37:40  |
| 04    | William Churchill | Vereinigte Staaten | 2:37:52  |
| 05    | Carl Linder       | Vereinigte Staaten | 2:40:12  |
| 06    | Victor MacAulay   | Kanada             | 2:40:36  |
| 07    | Ralph Williams    | Vereinigte Staaten | 2:41:58  |
| 08    | William Kennedy   | Vereinigte Staaten | 2:43:03  |
| 09    | Leonard Tikkanen  | Vereinigte Staaten | 2:46:31  |
| 10    | Speros Merageas   | Vereinigte Staaten | 2:50:49  |